# 戸高雅史
戸高 雅史（とだか まさふみ、1961年 - ）は、大分県出身の日本の登山家。

## 経歴
高校時代までは歴史小説とフォークソングに熱中していたが、教職を志して福岡教育大学に進学。下宿先に住んでいた先輩の影響で探検部に入部。ケイビングや川下り、登山などの活動に親しむ。その後、探検部の先輩から渡された新田次郎の『孤高の人』に強い影響を受け、クラブ活動に飽き足らず社会人山岳会にも入会して山行を重ねるようになった。
23歳の時にアンナプルナII峰に遠征し初の海外遠征。大学院修了後に高校の数学教師となるが、高所登山に専念するために退職。トレーニング環境を求めて神奈川県湯河原町に移住した。自動車工場の工員として働きながらトレーニングを積み、高所登山の遠征を繰り返す。　
当初は大人数での極地法による遠征だったが、次第に少人数、または単独でのアルパインスタイルに移行していった。
1999年のチョモランマを最後に高所登山からは退き、自然との一体感を重視して自然体験学校を主宰している。

## 主な登山歴
- 1984年 アンナプルナⅡ峰（7937m） 雪崩により敗退
- 1987年 デナリ
- 1990年8月18日、ナンガ・パルバット（8,125m） ルパール壁シェル・ルート、無酸素登頂。川崎市教員登山隊。
- 1991年夏　ブロード・ピーク（8,047m）　大雪と時間切れにより敗退。イエティ同人隊。
- 1993年7月31日、ガッシャーブルムII峰（8,035m） 無酸素登頂。チームメンバーは小西浩文、山野井泰史、山野井妙子。
- 1994年 - K2（8,611m） 8360mで敗退
- 1995年
  - 7月20日、ブロード・ピーク（8,047m） 北峰～中央峰～主峰をアルパインスタイルで無酸素縦走。チームメンバーは北村俊之、服部徹。
  - 秋 カンチェンジュンガ無酸素登頂を目指したが、同行メンバーが凍傷のため8,400mで断念。メンバーは小西浩文、棚橋靖、松原尚之。のちに単独で再アタックするも8,350mで敗退。
- 1996年7月29日、K2 南壁ククチカ・ピョトロフスキールート断念後、南東稜に転進し無酸素登頂。高所ポーターなしの個人隊。
- 1998年ポストモンスーン期 　 チョモランマ北壁ジャパニーズ・クーロワールを7,100mで断念後、北壁グレート・クーロワールに転進し8,500mまで。